# بومبورتو
بومبورتو (بالإيطالية: Bomporto)‏ هي بلدية في مقاطعة مودينا في إقليم إميليا رومانيا الإيطالي.

## السكان
في سنة 1861 بلغ عدد السكان 4٬196 نسمة، وتطور العدد ليصل في سنة 2011 لـ 9٬761 نسمة.
يظهر هذا المخطط البياني تطور النمو السكاني لـ بومبورتو

## توأمة
لبومبورتو اتفاقيات توأمة مع:
- مولا دي باري

## أعلام
- والتر جينيراتي
- لوتشيديو سنتيمنتي